# Haralson (Georgia)
Haralson – miasto w Stanach Zjednoczonych, w stanie Georgia, w hrabstwie Coweta.